# دیوید لاگری
دیوید لاگری (انگلیسی: David Loughery) یک تهیه‌کننده و فیلم‌نامه‌نویس اهل ایالات متحده آمریکا است.
وی تهیه‌کننده فیلم‌هایی همچون مسافر ۵۷ و سه تفنگدار بوده‌است.

## فیلم‌شناسی
- فاتال (نویسنده) (۲۰۲۰)
- سه تفنگدار (نویسنده) (۱۹۹۳)
- مسافر ۵۷ (نویسنده) (۱۹۹۲)

## تهیه‌کننده
- دیوید لاگری در بانک اطلاعات اینترنتی فیلم‌ها (IMDb)